# ایدرونیداز
ایدرونیداز (انگلیسی: Iduronidase؛ ‏ تلفظ انگلیسی: آیدورونیدِیز) با نام کاملِ «گلیکوزامین‌گلیکان آلفا-اِل-آیدورونوهیدرولاز» یک آنزیم است که ژن سازندهٔ آن بر روی کروموزوم ۴ واقع شده‌است. این آنزیم همچون یک کاتالیزور در فرایند هیدرولیز پیوندهای غیر سولفاتهٔ آلفا-اِل-آیدورونوسیدیکِ درماتان سولفات عمل می‌کند.
ایدرونیداز یک آنزیم گلیکوپروتئینی است که در درون لیزوزوم سلول‌ها یافت می‌شود. این آنزیم در تجزیهٔ گلیکوزآمینوگلیکان‌هایی همچون درماتان سولفات و هپاران سولفات نقش دارد و کارش را با هیدرولیز ریشه‌های آلفا-اِل-آیدورونیک اسید انجام می‌دهد. ایدرونیداز در حدود ۸۳ کیلو دالتون وزن دارد.

## اهمیت بالینی
کمبود این آنزیم سبب بروز برخی انواع موکوپلی‌ساکاریدوزها می‌شود. نوع ۱ این بیماری را بیماری هورلر و نوع ۱-اس آنرا سندرم شای می‌نامند که پیش آگهی خفیف‌تری نسبت به سندرم هورلر دارد. در موکوپلی‌ساکاریدوزهای ۱، گلیکوزآمینوگلیکان در لیزوزوم‌ها تجمع می‌یابد و عوارض شدیدی در بافت‌های مختلف بدن ایجاد می‌کند.
داروی آلدورازیم در سال ۲۰۰۳ میلادی در اروپا و آمریکا جهت مصارف پزشکی تأیید شد. در آمریکا این دارو را برای بیماری هورلر-شای یا انواع متوسط تا شدید سندرم شای به‌کار می‌برند. در اروپا نیز آلدورازیم را برای درمان درازمدت موکوپلی‌ساکاریدوز ۱ به شرط نداشتن درگیری مغزی-عصبی تجویز می‌کنند.

## برای مطالعهٔ بیشتر
- Clarke, Lorne A (11 February 2016). "Mucopolysaccharidosis Type I". GeneReviews. Seattle (WA): University of Washington. ISSN 2372-0697. PMID 20301341.
- "Mucopolysaccharidosis type I". MedlinePlus. NBK1162.